# Задомля
Задомля (біл. вёска Задомля) — село в складі Смолевицького району Мінської області, Білорусь. Село підпорядковане Озерицько-Слобідській сільській раді, розташоване в центральній частині області.